# Tim Bakens
Tim Bakens, né le 2 novembre 1982 à Groesbeek, est un footballeur néerlandais. Il joue longtemps dans les championnats hollandais, totalisant plus de 100 matchs d'Eredivise. Il évolue également en seconde division hollandaise et en Axpo Super League.

## Biographie
Bakens évolue au poste de défenseur central. Il fait ses débuts dans le football professionnel, en intégrant l'équipe de De Graafschap lors de la saison 2001-02. Il rejoint le FC Volendam en provenance du RKC Waalwijk en 2008. 
Il rejoint ensuite le Sparta Rotterdam en juin 2009. En décembre 2009, Bakens quitte le Sparta après un conflit avec son entraîneur à propos de la façon de travailler[réf. nécessaire]. En janvier 2010, il signe en faveur du FC Volendam jusqu'à la fin de la saison. 
À la fin de la saison, il quitte son pays natal et signe dans le championnat suisse, au FC St Gall. Après deux saisons, Bakens retourne dans son pays natal en s'engageant en faveur du Cambuur Leeuwarden, avec laquelle il est promu en Eredivisie. Toutefois, il décide de quitter le champion de D2 et de devenir "agent libre". 
En juillet 2013, il signe un contrat d'un an avec son ancienne équipe, De Graafschap, qui joue en seconde division néerlandaise. En juin 2014, Bakens prend sa retraite professionnelle en raison d'une blessure chronique à la hanche.

### Reconversion
Devenu entraineur, il prend la tête du VIOD Doetinchem lors de la saison 2015-2016.
En 2016, il rejoint le De Graafschap où il prend en charge les équipes jeunes pendant plusieurs années. Il est notamment à la tête de l'équipe des moins de 19 ans pendant deux saisons.
En 2019, il devient l'entraineur des moins de 19 ans de Almere City. Il devient adjoint de Ole Tobiasen à la tête de l'équipe première le 18 avril 2020. Entre novembre et décembre 2021, il prend en charque l'équipe pour quatre matchs en tant qu'entraineur intérimaire à la suite du limogeage de Gertjan Verbeek et en attendant le recrutement d'un nouveau entraineur.
Il rejoint Helmond Sport en 2022 en tant qu'entraineur adjoint de Sven Swinnen. Ce dernier est limogé en octobre, et Bakens devient l'entraineur de l'équipe pendant six matchs et jusqu'à l'arrivée de Bob Peeters et redevient adjoint.

## Palmarès
- Champion des Pays-Bas de D2 en 2013 avec le Cambuur Leeuwarden